# Pei Xiu

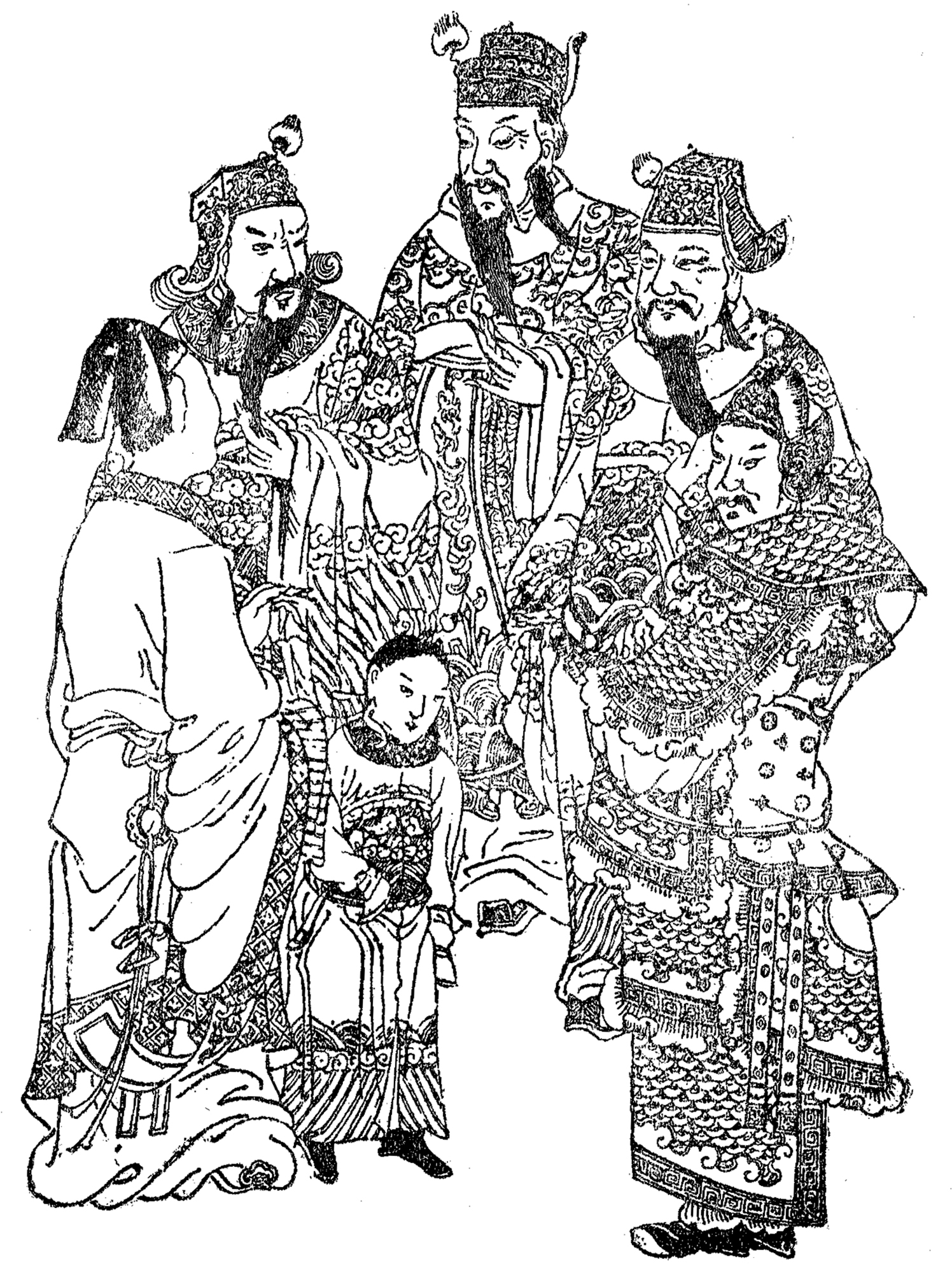
Pei Xiu foi Ministro do Trabalho do Imperador Wu da dinastia Jin

Pei Xiu (224–271), nome artístico Jiyan, foi um ministro, geógrafo e cartógrafo do estado de Cao Wei durante os períodos de Três Reinos da História da China, como também subsequente na Dinastia Jin. Pei Xiu foi uma pessoa de alta confiança de Sima Zhao, e participou na supressão do glope de  Zhuge Dan . Seguido ao Sima Yan tomando o torno de uma nova estabilidade na Dinastia Jin, ele e Jia Chong tinha Cao Huang privado da posição de acordo com as vontades do céu. No ano de 267, Pei foi inserido como o Ministro do Trabalho da Dinastia Jin .